# Mellicta varia
Mellicta varia är en fjärilsart som beskrevs av Meyer-dür 1851. Mellicta varia ingår i släktet Mellicta och familjen praktfjärilar. Inga underarter finns listade i Catalogue of Life.